# Abantis
Abantis är ett släkte av fjärilar. Abantis ingår i familjen tjockhuvuden.

## Bildgalleri

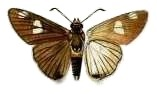

## Dottertaxa tillAbantis, i alfabetisk ordning[1]
- Abantis arctomarginata
- Abantis bicolor
- Abantis bismarcki
- Abantis contigua
- Abantis efulensis
- Abantis elegantula
- Abantis eltringhami
- Abantis etoumbiensis
- Abantis flava
- Abantis fulva
- Abantis iruma
- Abantis ja
- Abantis leucogaster
- Abantis lofu
- Abantis lucretia
- Abantis maesseni
- Abantis meneliki
- Abantis meru
- Abantis namaquana
- Abantis neavei
- Abantis nigeriana
- Abantis paradisea
- Abantis plerotica
- Abantis pseudonigeriana
- Abantis rougeoti
- Abantis rubra
- Abantis tettensis
- Abantis trimeni
- Abantis umvulensis
- Abantis venosa
- Abantis vidua
- Abantis zambesiaca